# 桃色无心菜
桃色无心菜（学名：Arenaria melandryoides）为石竹科无心菜属的植物。分布于锡金以及中国大陆的云南、西藏等地，生长于海拔3,700米至5,020米的地区，多生在高山草甸及古冰川下缘，目前尚未由人工引种栽培。